# Kabinet-Willoch II
Het kabinet–Willoch II was de regering van het Koninkrijk Noorwegen van 8 juni 1983 tot 9 mei 1986. Het kabinet werd gevormd door de politieke partijen Høyre, Kristelig Folkeparti (KrF) en Senterpartiet (Sp) na dat Høyre in het vorige kabinet had geregeerd als een minderheidsregering werd er nieuw coalitieakkoord gesloten. Na de parlementsverkiezingen van 1985 werd het kabinet met enkele wijzigingen voortgezet.

## Kabinet–Willoch II (1983–1986)
| Ambtsbekleder                     | Ambtsbekleder           | Ambtsbekleder                       | Functie                                   | Ambtstermijn      | Ambtstermijn      | Partij     |
| --------------------------------- | ----------------------- | ----------------------------------- | ----------------------------------------- | ----------------- | ----------------- | ---------- |
|                                   | Kåre Willoch            | Kåre Willoch (1928–2021)            | Premier                                   | 14 oktober 1981   | 9 mei 1986        | Høyre      |
|                                   | Kjell Magne Bondevik    | Kjell Magne Bondevik (1947)         | Vicepremier                               | 8 juni 1983       | 9 mei 1986        | KrF        |
| Minister van Onderwijs            | Kjell Magne Bondevik    | Kjell Magne Bondevik (1947)         |                                           | 8 juni 1983       | 9 mei 1986        | KrF        |
| Minister voor Godsdienst          | Kjell Magne Bondevik    | Kjell Magne Bondevik (1947)         |                                           | 8 juni 1983       | 9 mei 1986        | KrF        |
|                                   | Svenn Stray             | Svenn Stray (1922–2012)             | Minister van Buitenlandse Zaken           | 14 oktober 1981   | 9 mei 1986        | Høyre      |
|                                   |                         | Rolf Presthus (1936–1988)           | Minister van Financiën                    | 14 oktober 1981   | 26 april 1986     | Høyre      |
|                                   |                         | Arne Skauge (1948)                  | Minister van Financiën                    | 26 april 1986     | 9 mei 1986        | Høyre      |
|                                   |                         | Mona Røkke (1940–2013)              | Minister van Justitie                     | 14 oktober 1981   | 5 oktober 1985    | Høyre      |
|                                   | Wenche Frogn Sellæg     | Wenche Frogn Sellæg (1937)          | Minister van Justitie                     | 5 oktober 1985    | 9 mei 1986        | Høyre      |
|                                   |                         | Jens- Halvard Bratz (1920–2005)     | Minister van Economische Zaken            | 14 oktober 1981   | 16 september 1983 | Høyre      |
|                                   | Jan Peder Syse          | Jan Peder Syse (1930–1997)          | Minister van Economische Zaken            | 16 september 1983 | 5 oktober 1985    | Høyre      |
|                                   |                         | Petter Thomassen (1941–2003)        | Minister van Economische Zaken            | 5 oktober 1985    | 9 mei 1986        | Høyre      |
|                                   |                         | Asbjørn Haugstvedt (1928 2008)      | Minister van Handel                       | 8 juni 1983       | 9 mei 1986        | KrF        |
| Minister voor Noorse Samenwerking |                         | Asbjørn Haugstvedt (1928 2008)      |                                           | 8 juni 1983       | 9 mei 1986        | KrF        |
|                                   |                         | Anders Sjaastad (1942)              | Minister van Defensie                     | 14 oktober 1981   | 26 april 1986     | Høyre      |
|                                   |                         | Rolf Presthus (1936–1988)           | Minister van Defensie                     | 26 april 1986     | 9 mei 1986        | Høyre      |
|                                   |                         | Leif Arne Heløe (1932)              | Minister van Sociale Zaken                | 14 oktober 1981   | 9 mei 1986        | Høyre      |
|                                   | Johan Jakobsen          | Johan Jakobsen (1937–2018)          | Minister van Transport                    | 8 juni 1983       | 9 mei 1986        | Sp         |
|                                   |                         | Arne Rettedal (1926–2001)           | Minister van Regionale Zaken              | 14 oktober 1981   | 9 mei 1986        | Høyre      |
| Minister voor Arbeid              |                         | Arne Rettedal (1926–2001)           |                                           | 14 oktober 1981   | 9 mei 1986        | Høyre      |
|                                   |                         | Finn Isaksen (1924–1987)            | Minister van Landbouw                     | 8 juni 1983       | 5 oktober 1985    | Sp         |
|                                   |                         | Svein Sundsbø (1943)                | Minister van Landbouw                     | 5 oktober 1985    | 9 mei 1986        | Sp         |
|                                   |                         | Thor Listau (1938–2014)             | Minister van Visserij                     | 14 oktober 1981   | 5 oktober 1985    | Høyre      |
|                                   | Eivind Reiten           | Eivind Reiten (1953)                | Minister van Visserij                     | 5 oktober 1985    | 9 mei 1986        | Sp         |
|                                   |                         | Rakel Surlien (1944)                | Minister van Milieu en Klimaat            | 8 juni 1983       | 9 mei 1986        | Sp         |
|                                   | Kåre Kristiansen        | Kåre Kristiansen (1920–2005)        | Minister van Olie en Energie              | 8 juni 1983       | 9 mei 1986        | KrF        |
|                                   |                         | Lars Roar Langslet (1936–2016)      | Minister van Cultuur                      | 14 oktober 1981   | 9 mei 1986        | Høyre      |
| Ministers zonder portefeuille     |                         |                                     |                                           |                   |                   |            |
| Ambtsbekleder                     | Ambtsbekleder           | Ambtsbekleder                       | Functie(s)                                | Ambtstermijn      | Ambtstermijn      | Partij(en) |
|                                   |                         | Astrid Gjertsen (1928–2020)         | Minister voor Administratieve Zaken       | 14 oktober 1981   | 18 april 1986     | Høyre      |
| Minister voor Jeugd en Gezin      |                         | Astrid Gjertsen (1928–2020)         |                                           | 14 oktober 1981   | 18 april 1986     | Høyre      |
|                                   | Astrid Nøklebye Heiberg | Astrid Nøklebye Heiberg (1936–2022) | Minister voor Administratieve Zaken       | 18 april 1986     | 9 mei 1986        | Høyre      |
| Minister voor Jeugd en Gezin      | Astrid Nøklebye Heiberg | Astrid Nøklebye Heiberg (1936–2022) |                                           | 18 april 1986     | 9 mei 1986        | Høyre      |
|                                   |                         | Reidun Brusletten (1936)            | Minister voor Ontwikkelings- samenwerking | 8 juni 1983       | 9 mei 1986        | KrF        |

Gerhardsen I ·
Gerhardsen II ·
Torp ·
Gerhardsen III ·
Lyng ·
Gerhardsen IV ·
Borten ·
Bratteli I ·
Korvald ·
Bratteli II ·
Nordli ·
Brundtland I ·
Willoch I ·
Willoch II ·
Brundtland II ·
Syse ·
Brundtland III ·
Jagland ·
Bondevik I ·
Stoltenberg I ·
Bondevik II ·
Stoltenberg II ·
Solberg ·
Støre